# Demonic (pel·lícula)
Demonic és una pel·lícula de terror sobrenatural del 2021 escrita, coproduïda i dirigida per Neill Blomkamp. La pel·lícula és protagonitzada per Carly Pope, Chris William Martin, Michael J. Rogers, Nathalie Boltt, Terry Chen i Kandyse McClure. Gravada enmig de la pandèmia de la COVID-19, es va estrenar el 20 d'agost de 2021, i va rebre valoracions generalment negatives de la crítica. S'ha doblat i subtitulat al català.

## Sinopsi
Un científic contacta amb la filla d'una assassina en sèrie perquè participi en una prova amb una tecnologia experimental. L'objectiu és introduir-se a la ment de la seva mare, que es troba en coma, per comunicar-s'hi. Però l'experiment no surt bé i desperta els dimonis del passat.

## Repartiment
- Carly Pope com a Carly
- Chris William Martin com a Martin
- Michael J Rogers com a Michael
- Nathalie Boltt com Angela
- Terry Chen com a Daniel
- Kandyse McClure com a Sam